# 德賴波因特鎮區 (伊利諾伊州謝爾比縣)
德賴波因特鎮區（英語：Dry Point Township）是位於美國伊利諾伊州謝爾比縣的一個行政鎮區。

## 地方資料
根據2010年美國人口普查的數據，德賴波因特鎮區的面積為62.30平方千米，當中陸地面積為62.30平方千米，而水域面積為0.00平方千米。當地共有人口1045人，而人口密度為每平方千米16.77人。